# Valecia vail
Valencia Vail - Music artist

https://www.google.com/search?q=valencia+vail&oq=&gs_lcrp=EgZjaHJvbWUqCQgBECMYJxjqAjIJCAAQIxgnGOoCMgkIARAjGCcY6gIyCQgCECMYJxjqAjIJCAMQIxgnGOoCMgkIBBAjGCcY6gIyCQgFECMYJxjqAjIJCAYQIxgnGOoCMgkIBxBFGDsYwgMyFAgIEAAYQhhDGLQCGOoCGIAEGIoFMhgICRAuGEMYxwEYtAIY6gIY0QMYgAQYigUyFAgKEAAYQhhDGLQCGOoCGIAEGIoFMhQICxAAGEIYQxi0AhjqAhiABBiKBdIBCTc1MTdqMGoxNagCDLACAfEFRLJhhw8o5vE&sourceid=chrome&ie=UTF-8
1. ↑  Google Search [online], www.google.com [dostęp 2025-08-20].